# Indaphycus
Indaphycus is een geslacht van vliesvleugeligen uit de familie Encyrtidae. De wetenschappelijke naam van dit geslacht is voor het eerst geldig gepubliceerd in 1981 door Hayat.

## Soorten
Het geslacht Indaphycus omvat de volgende soorten:
- Indaphycus bryanti (Girault, 1922)
- Indaphycus planus Hayat, 1981